# Laura Bush
Laura Lane Bush (de soltera, Welch; Midland, Texas, 4 de noviembre de 1946) es una profesora, bibliotecaria y escritora estadounidense. Es la esposa del 43.° presidente de los Estados Unidos, George W. Bush, y la primera dama de los Estados Unidos entre 2001 y 2009.

## Biografía

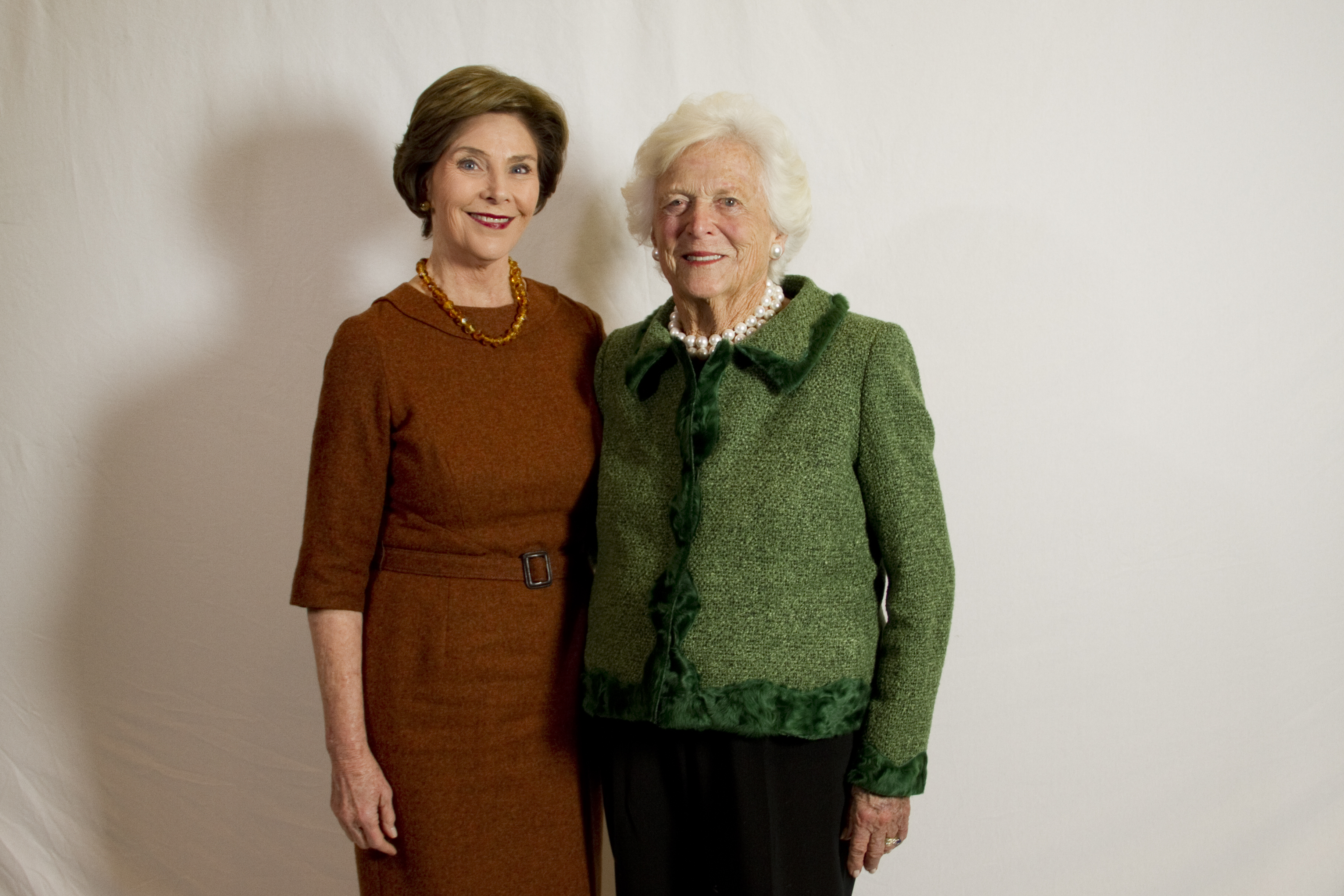
Laura y Barbara Bush en 2012.

Única hija de Harold y Jenna Welch, nació y creció en Midland, Texas. Asistió la Southern Methodist University en Dallas, Texas, donde obtuvo un bachelor of sciences en 1968.
En 1963 sufrió un accidente de tráfico en el que el otro conductor, amigo íntimo de Welch, perdió la vida. Tanto Laura, como una amiga que iba con ellos en el vehículo, resultaron ilesas, no encontrándose responsabilidad alguna por parte de Laura Welch.
Después de graduarse, trabajó como profesora de ciencias en Longfellow en el distrito escolar independiente de Dallas hasta 1969 y luego se mudó a Houston, Texas, donde enseñó en la escuela John F. Kennedy en el distrito escolar independiente de Houston, hasta 1972.

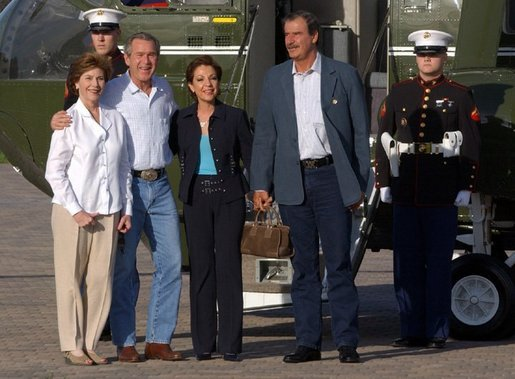
La ex primera dama Marta Sahagún con Laura Bush, George W. Bush y Vicente Fox.

Laura Bush obtuvo un posgrado en Bibliotecología en la University of Texas, en Austin, en 1973. Posteriormente trabajó en la sucursal de Kashmere Gardens de la biblioteca pública de Houston, hasta que se volvió a mudar a Austin en 1974.
Trabajó como bibliotecaria en la escuela primaria de Dawson hasta 1977, fecha en que conoció a George Walker Bush en la casa de unos amigos comunes. Contrajeron matrimonio en noviembre de 1977 y se radicaron en Midland.
En 1981, George y Laura Bush se convirtieron en los padres de una pareja de niñas mellizas a las que llamaron Barbara y Jenna en honor a sus abuelas. En 1987, la familia se mudó a Washington, D.C., donde en aquel entonces George W. Bush trabajaba para su padre George H. W. Bush, el 41.º presidente de los Estados Unidos.

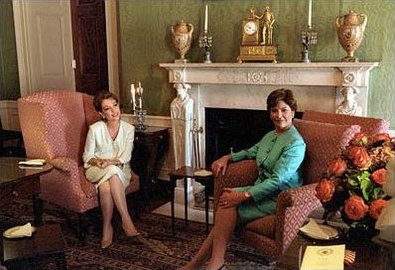
La ex primera dama Marta Sahagún con Laura Bush.

En noviembre de 1994, George Walker Bush fue elegido gobernador de Texas y la familia se volvió a establecer en Austin, la ciudad capital del estado. En enero del 2001, George Walker Bush fue proclamado el 43.er presidente de los Estados Unidos, convirtiéndose Laura en primera dama de los Estados Unidos.